# إيرين ماري
إيرين ماري (بالإنجليزية: Irene Marie)‏ هي عارضة أمريكية، ولدت في 22 أغسطس 1950 في ميامي بيتش في الولايات المتحدة.

## وصلات خارجية
- إيرين ماري على موقع IMDb (الإنجليزية)